# Enter Air
Enter Air Sp. z oo là một hãng hàng không có trụ sở chính tại Warsaw, Ba Lan, và cơ sở chính tại Warsaw Chopin và Katowice-Pyrzowice. Hãng khai thác các chuyến bay dành cho các kỳ nghỉ và thuê tàu ra khỏi Ba Lan và các sân bay châu Âu khác.

## Lịch sử

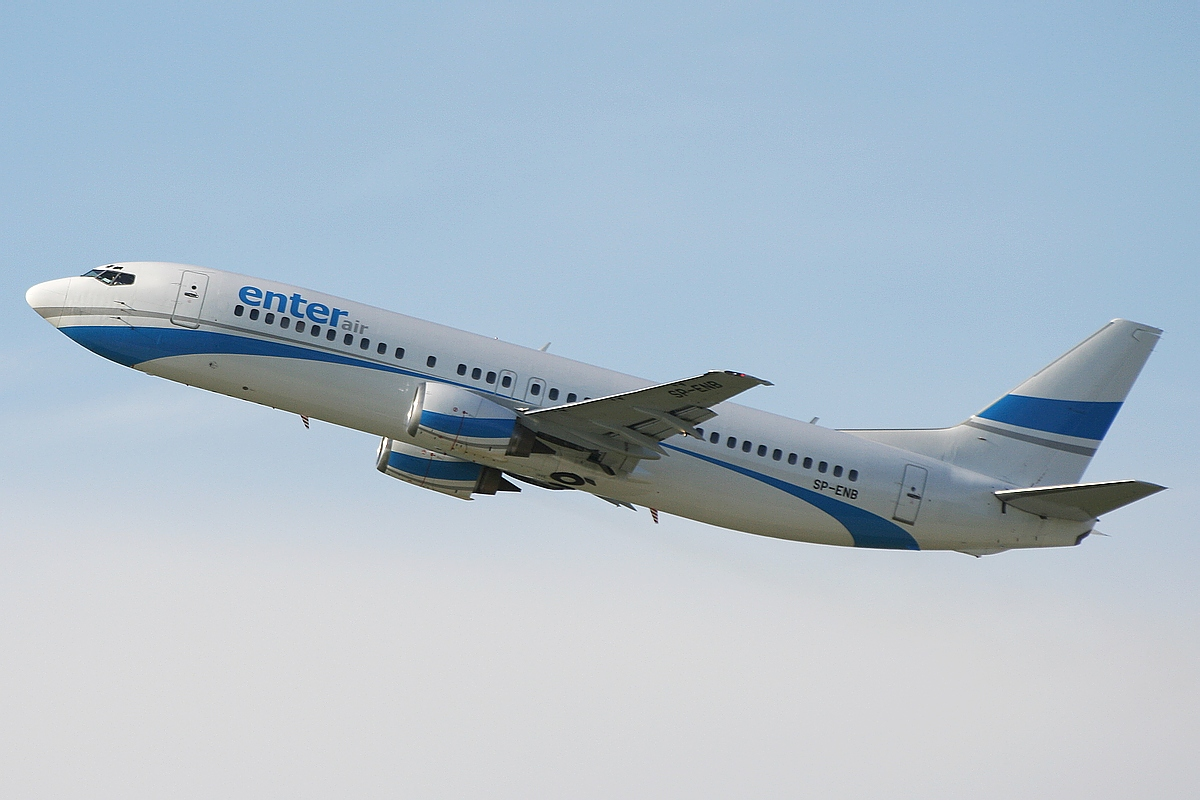
Một chiếc Boeing 737-400 hiện đã nghỉ hưu vào năm 2010

Vào ngày 25 tháng 4 năm 2010, Enter Air đã hoàn thành chuyến bay khai trương từ Warsaw đến Enfidha. Hãng hàng không hợp tác với các công ty lữ hành lớn ở Ba Lan và hoạt động chủ yếu từ Ba Lan đến các địa điểm dành cho kỳ nghỉ phổ biến. Mô hình chi phí thấp của nó đã giúp nó tăng trưởng hơn 300% từ năm 2010 đến 2012, mặc dù giá nhiên liệu tăng và các sự kiện ở Tunisia và Ai Cập (Quý 1 năm 2011), khiến một số hãng hàng không giảm đội bay hoặc thậm chí biến mất khỏi thị trường.
Enter Air Group được niêm yết trên thị trường chứng khoán Warsaw kể từ khi IPO vào ngày 14 tháng 12 năm 2015.

## Điểm đến
Albania
- Tirana - Sân bay Tirana

Bulgaria
- Burgas - Sân bay Burgas
- Sofia - Sân bay Sofia [3]
- Varna - Sân bay Varna

Croatia
- Dubrovnik - Sân bay Dubrovnik
- Chia - Sân bay Split

Đảo Síp
- Paphos - Sân bay quốc tế Paphos

Ai Cập

Máy bay Boeing của Enter Air tại sân bay quốc tế Tirana

- Hurghada - Sân bay quốc tế Hurghada
- Marsa Alam - Sân bay quốc tế Marsa Alam
- Thành phố Sharm el Sheikh - Sân bay quốc tế Sharm El Sheikh

Georgia
- Batumi - Sân bay quốc tế Batumi (theo mùa) [4]

Hy Lạp
- Athens - Sân bay quốc tế Athens
- Chania - Sân bay quốc tế Chania
- Corfu - Sân bay Quốc tế Corfu
- Heraklion - Sân bay quốc tế Heraklion
- Kos - Sân bay Quốc tế Kos
- Rhodes - Sân bay Quốc tế Rhodes
- Thessaloniki - Sân bay quốc tế Thessaloniki
- Zakynthos - Sân bay quốc tế Zakynthos

Ý
- Catania - Sân bay Catania-Fontanarossa
- Olbia - Sân bay Olbia
- Verona - Sân bay Verona

Kenya
- Mombasa - Sân bay quốc tế Mới

Ma-rốc
- Ohrid - Sân bay Ohrid "Thánh Paul tông đồ"

Montenegro
- Podgorica - Sân bay Podgorica

Ma-rốc
- Agadir - Sân bay Agadir

Ba Lan
- Bydgoszcz - Sân bay Bydgoszcz
- Sân bay Gdańsk - Gdańsk Lech Wałęsa
- Katowice - Căn cứ sân bay Katowice
- Krakow - Sân bay Krakow
- Łódź - Łódź Sân bay Władysław Reymont
- Poznań - Căn cứ sân bay Poznań-Ławica
- Sân bay Rzeszów - Rzeszów-Jinationka
- Warsaw - Căn cứ sân bay Warsaw Frédéric Chopin
- Wrocław - Căn cứ sân bay Wrocław

Bồ Đào Nha
- Faro - Sân bay Faro
- Madeira - Sân bay Madeira

Tây Ban Nha
- Sân bay Barcelona - Barcelona El El El
- Fuerteventura - Sân bay Fuerteventura
- Girona - Sân bay Costa Brava của Girona
- Gran Canaria - Sân bay Gran Canaria
- Málaga - Sân bay Málaga
- Palma de Mallorca - Sân bay Palma de Mallorca
- Tenerife - Sân bay Bắc Nam

Sri Lanka
- Colombo - Sân bay quốc tế Bandaranaike

Tunisia
- Djerba - Sân bay Djerba
- Enfidha - Sân bay Enfidha

Thổ Nhĩ Kỳ
- Antalya - Sân bay Antalya
- Bodrum - Sân bay Bodrum
- Dalaman - Sân bay Dalaman
- Izmir - Sân bay Izmir

các Tiểu Vương Quốc Ả Rập Thống Nhất
- Ras Al Khaymah - Sân bay quốc tế Ras Al Khaimah

## Hạm đội

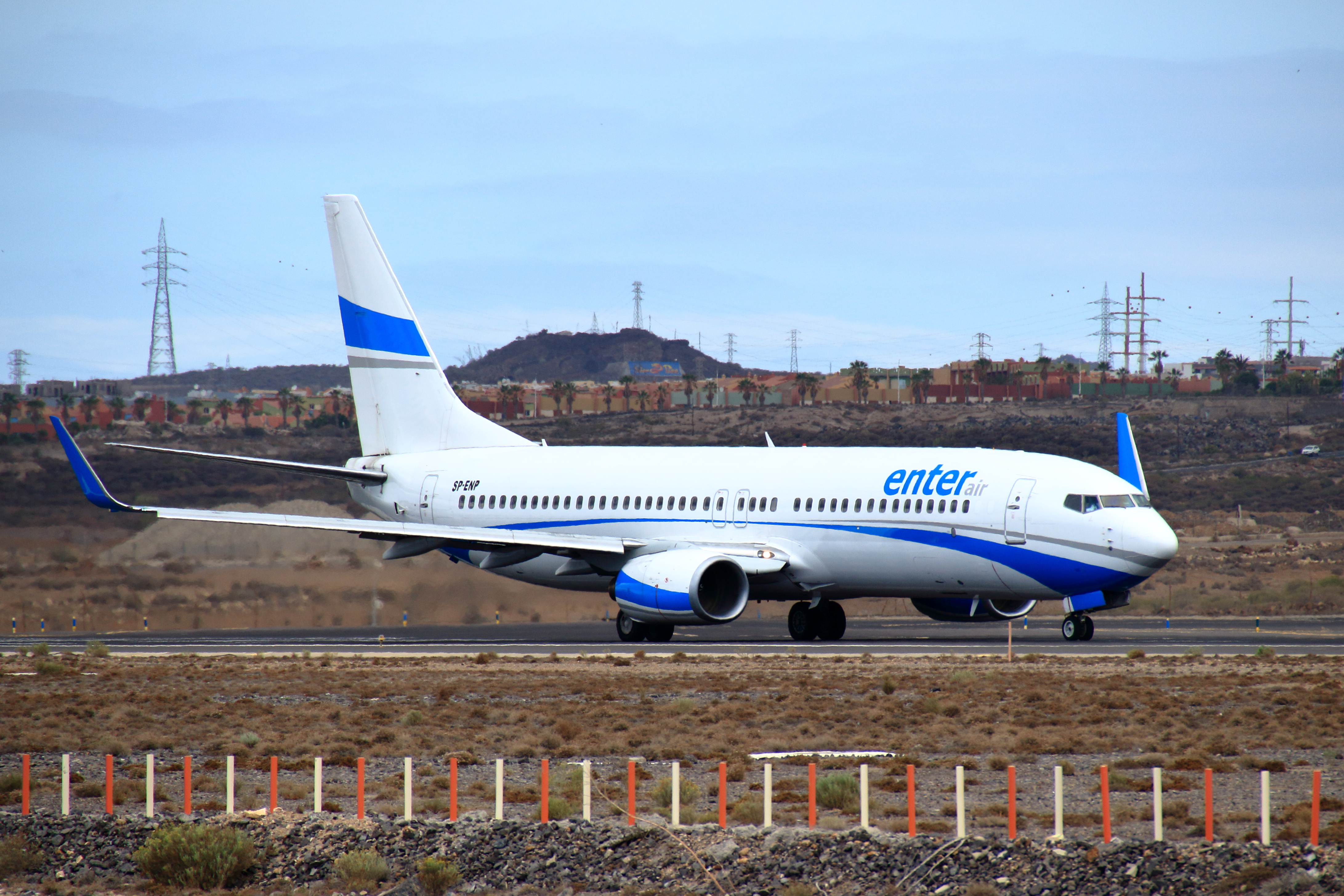
Máy bay Boeing 737-800 Enter Air

Kể từ tháng 1 năm 2019, phi đội Enter Air bao gồm các máy bay sau:
| Máy bay          | Số lượng | Loại | Hành khách | Ghi chú            |  |
| ---------------- | -------- | ---- | ---------- | ------------------ |  |
| Boeing 737-800   | 23       | —    | 189        |                    |  |
| Boeing 737 MAX 8 | 2        | 4    | 189        | Currently grounded |  |
| Total            | 25       | 4    |            |                    |  |